# 절 (책)
절(節, 영어: section)은 장(章) 안에서 세부적으로 주제나 내용을 나누는 구성단위이다.' 
절의 상위단위는 장(章)이며 하위단위는 란(欄)이다.

## 같이 보기
- 장구분책
- 색인
- 목차
- 장